# Baumwollspinnerei am Stadtbach

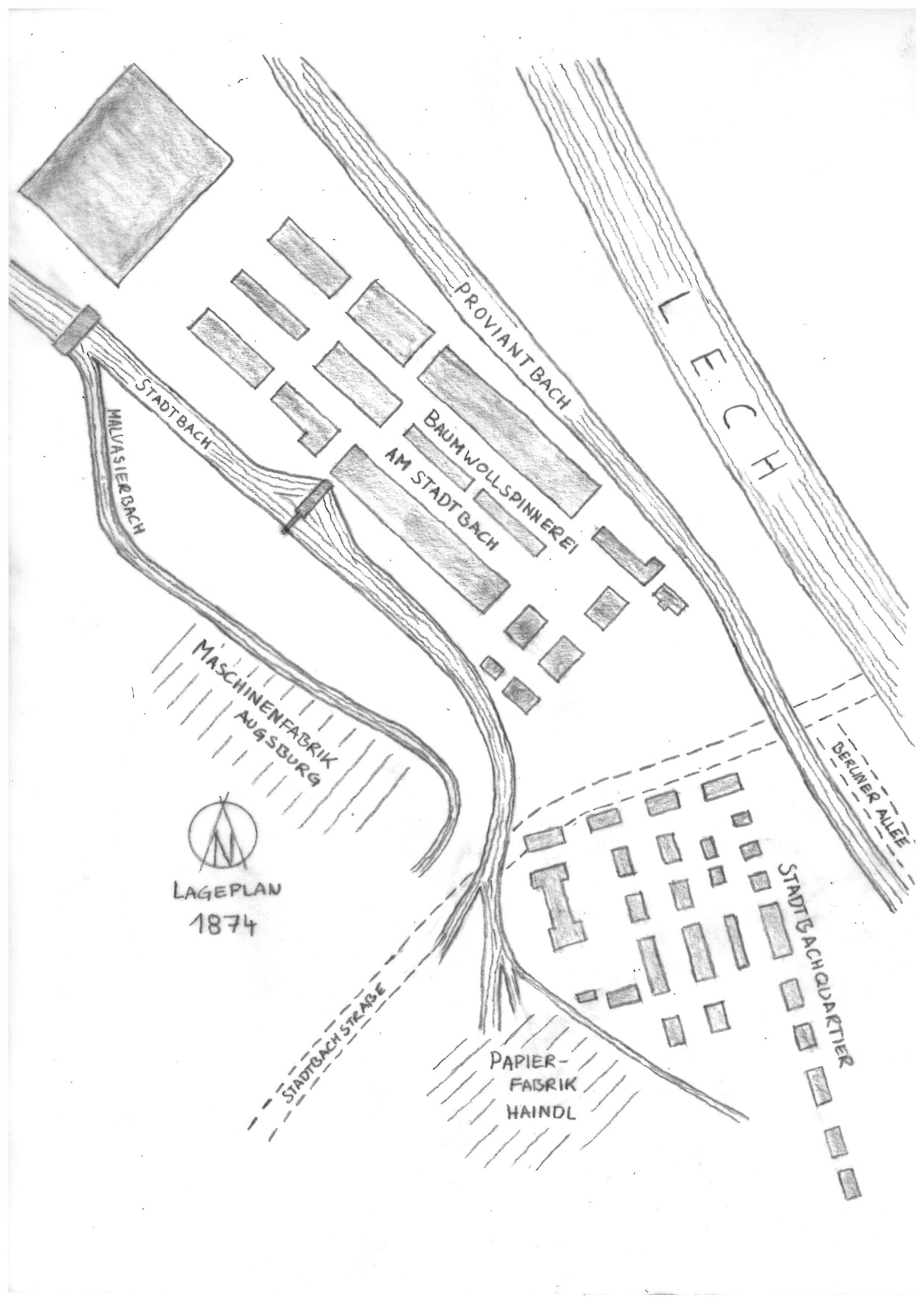
Lageplan der Baumwollspinnerei am Stadtbach mitsamt Stadtbachquartier (1874)

Die Baumwollspinnerei am Stadtbach in Augsburg, auch kurz als die Stadtbach-Spinnerei bekannt, war die größte Spinnerei im Deutschen Zollverein. Sie wurde im 19. Jahrhundert gegründet und im 20. Jahrhundert vom Dierig-Konzern übernommen. Das Unternehmen besteht heute nicht mehr.
In der Spinnerei wurde im großen industriellen Stil Rohbaumwolle zu Garn gesponnen. Die Nutzung der Wasserkraft des Augsburger Stadtbachs im Wasserkraftwerk am Stadtbach ermöglichte ihren Betrieb und hatte großen Vorbildcharakter. In gleicher Weise entwickelte sich wenige Kilometer weiter an anderen Kanälen Augsburgs ein ganzer Stadtteil, das Augsburger Textilviertel, zu wirtschaftlicher Blüte.

## Lage

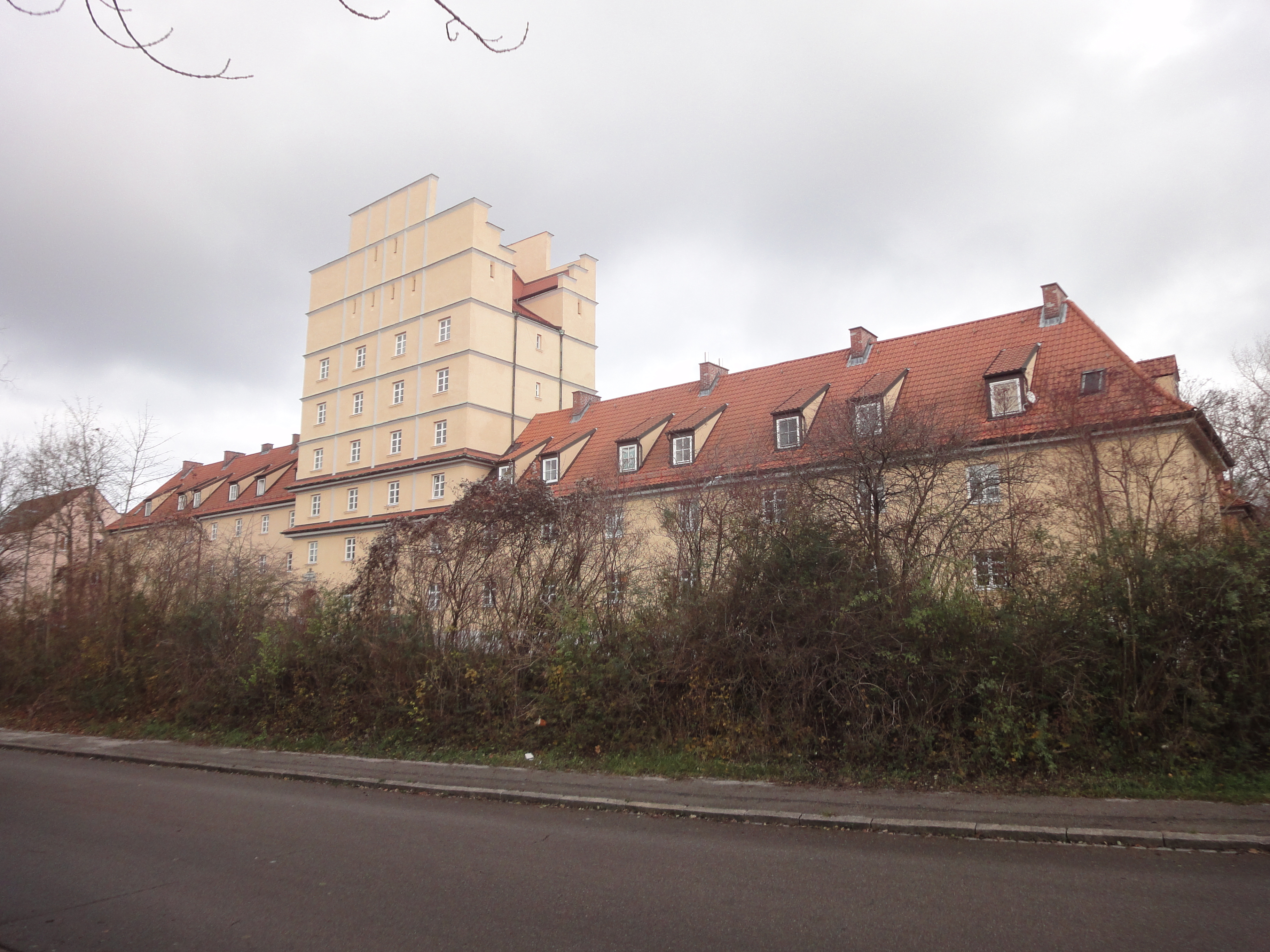
Die von Thomas Wechs entworfene Wohnanlage der Baumwollspinnerei am Stadtbach (1927 erbaut, im Volksmund Lechburg genannt)

Die Baumwollspinnerei befand sich im Stadtteil Augsburg-Bleich und Pfärrle zwischen den zwei Kanälen Stadtbach und Proviantbach. Ihr benachbart waren die Maschinenfabrik Augsburg (heute MAN Diesel & Turbo) und die Papierfabrik Haindl (heute UPM-Kymmene). Die MAN-Brücke über den Lech, die heute an dieser Stelle eine wichtige Verkehrsverbindung zwischen dem Norden Augsburgs und Lechhausen darstellt (Nordtangente), gab es damals noch nicht.
An der Spinnerei entstand auch ein eigenes Arbeiterquartier, das Stadtbachquartier. Im Jahr 1903 umfasste es 33 Gebäude mit 164 Wohnungen. Zum 75-jährigen Firmenjubiläum im Jahr 1928 wuchs die Arbeitersiedlung nochmals um weitere Wohnbauten auf der rechten Lechseite in Lechhausen, die der Architekt Thomas Wechs entwarf. Eine neue Brücke überspannte nun an dieser Stelle den Lech.

## Geschichte

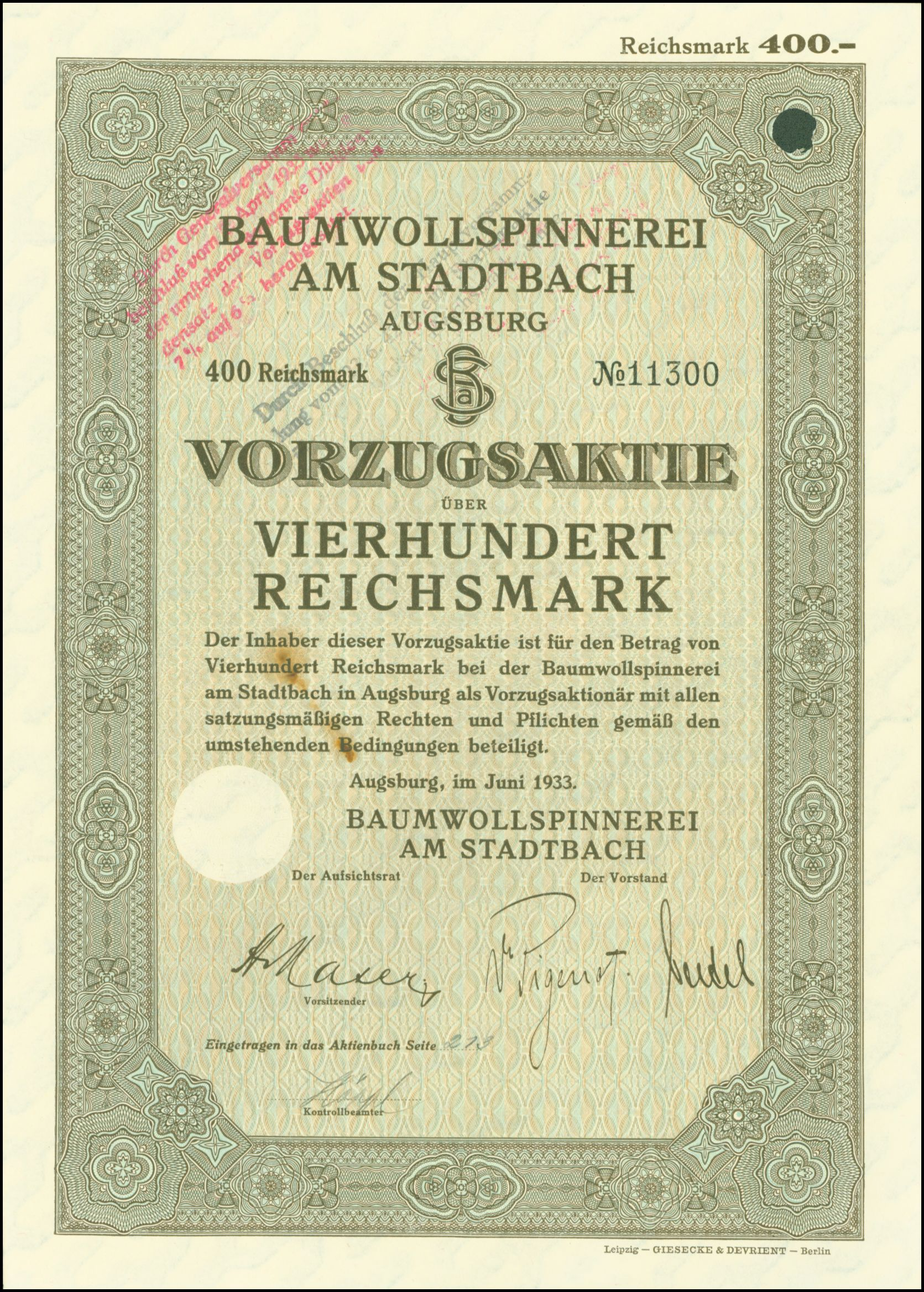
Vorzugsaktie über 400 RM der Baumwollspinnerei am Stadtbach vom Juni 1933

Die Baumwollspinnerei am Stadtbach wurde 1851 als Aktiengesellschaft gegründet und 1853 in Betrieb genommen. Um das Jahr 1865 war das Unternehmen die größte deutsche Spinnerei mit mehr als 95.000 Spindeln und mehr als 1200 Arbeitern. Es erwirtschaftete einem Umsatz von rund fünf Millionen Gulden. 1868 konnte es an seine Aktionäre 25 % Dividende ausschütten. Von 1868 bis 1889 war Theodor von Haßler sein Generaldirektor. Im Jahr 1903 hatte die Spinnerei über 143.000 Spindeln und noch über 900 Beschäftigte.
Nach dem Ersten Weltkrieg erwarb der schlesische Textilunternehmer Christian Gottfried Dierig eine Mehrheitsbeteiligung an der AG und eröffnete weitere Werke, die Wertachspinnerei („Werk II“ am Holzbach neben dem Plärrergelände) und die Baumwollspinnerei am Senkelbach („Werk III“). Im Jahr 1928 betrug die gesamte Unternehmensgröße 2300 Beschäftigte. 1937 wurde die Baumwollspinnerei am Stadtbach dem Dierig-Konzern einverleibt.
Bei den Luftangriffen auf Augsburg im Zweiten Weltkrieg wurde das Stammwerk am Stadtbach fast vollkommen durch Bomben zerstört. Nach dem Krieg wurde es wieder aufgebaut und der Konzern Dierig verlegte seinen Firmensitz von Schlesien nach Augsburg. 1948 waren in den Neubauten wieder bereits 170.000 Spindeln im Einsatz und das Unternehmen wurde schrittweise zu einer hochmodernen Rotorspinnerei ausgebaut. Mitte der 1950er Jahre beschäftigte Dierig insgesamt 3.200 Mitarbeiter in seinen zu einem Komplex vereinigten mehreren Augsburger Webereien und Spinnereien. Doch seit den 1960er Jahren teilten seine Werke den Niedergang der gesamten inländischen Textilindustrie. Die Produktion der Spinnerei am Stadtbach lief 1997 aus. Heute ist auf dem Gelände die vergrößerte Papierfabrik UPM-Kymmene. Das Wohnviertel Stadtbachquartier wurde vollständig abgebrochen und von Haindl industriell überbaut. Im ehemaligen Werk II beim Plärrer befindet sich heute ein Möbelhaus.